# República do Rife

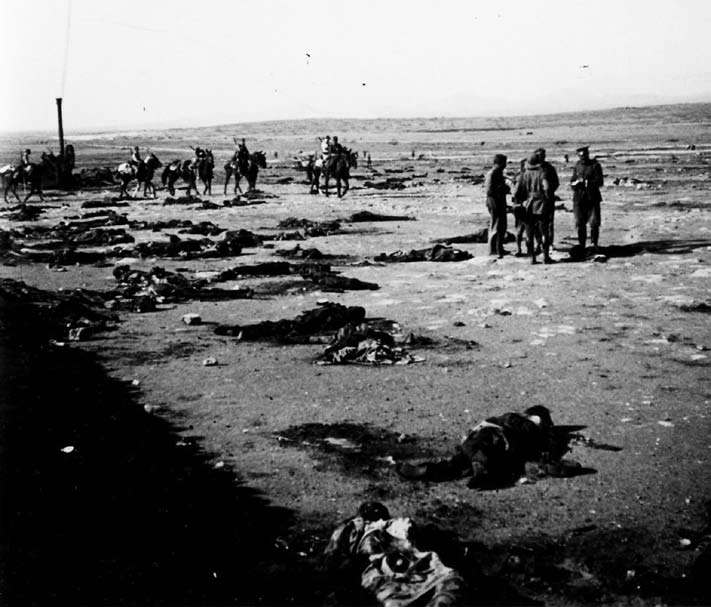
Local da Batalha de Annual em janeiro de 1922 — cinco meses depois da batalha, os corpos ainda não tinham sido retirados.

A República do Rife (em rifenho: Tagduda n Arrif ), por vezes designada não oficialmente como República Confederada das Tribos do Rife, foi um estado independente do Norte de África, no nordeste de Marrocos. República do Rife foi o nome adotado pela confederação de tribos da região montanhosa do Rife para designar o território declarado independente do domínio colonial espanhol durante a sangrenta Guerra do Rife, que empreenderam contra Espanha entre 1920 e 1926 sob a liderança de Abd el-Krim el-Khattabi.
Fundada oficialmente a 18 de setembro de 1921 e foi dissolvida a 27 de maio de 1926 pelas tropas espanholas e francesas depois do chamado Desembarque de Alhucemas, realizado a 8 de setembro de 1925 naquela cidade costeira.

## Antecedentes

### Reino de Necor
O Reino de Necor (em berbere: Tagldit n Nkor) foi um emirado fundado em 710 na região do Rife por um imigrante do Iémem, Sale ibne Almançor, sob concessão do califa. Sale converteu as tribos berberes ao islão e estabeleceu a sua capital primeiro em Temsamane e posteriormente em Necor. No entanto, os berberes cansaram-se das restrições religiosas e expulsaram-no. Poucos anos depois, uma força militar islâmica ganhou destaque e fez mudar os berberes de opinião, permitindo o regresso de Sale, que fundou a dinastia salida, que governaria a região até 1019.
No ano 859, uma frota de 62 pequenos navios viquingues atacou Necor e aí derrotou uma força muçulmana que estava a interferir com os saques viquingues na região. Depois de permanecerem oito dias no Rife, os viquingues prosseguiram o seu curso pelo Mediterrâneo arrasando as costas espanholas.

### O Rife antes da colonização
À data do estabelecimento dos colonizadores franceses e espanhóis, Marrocos era formalmente um império governado por um sultão que governava através de um sistema estatal conhecido pelo nome, ainda hoje usado de Makhzen (literalmente: "armazém" em árabe), o qual significa basicamente "corte". Além de ser monarca absoluta, o sultão ostentava o título de "príncipe dos crentes" (miralmuminim), uma denominação tradicionalmente reservada aos califas. Os reis de Marrocos mantiveram esta designação, que mais nenhum governante muçulmano usa, depois da independência do país em 1956. Assim sendo, o sultão era, além de chefe político, também o chefe espiritual de Marrocos.
Na prática este último poder era muito mais reconhecido que o primeiro, pois boa parte de Marrocos rechaçava o Makhzen apesar de aceitar a tutela religiosa do sultão. Marrocos encontrava-se então dividido em dois: o Bled el-Makhzen ("país da corte) e o Bled es-Siba ("país do livre fluir ou do desgoverno). O primeiro compreendia os territórios onde o governo do sultão era efetivo; o segundo era composto pelas regiões onde só se reconhecia a autoridade do sultão para assuntos religiosos, rechaçando-se as estruturas estatais. Era frequente que as áreas do Bled es-Siba estivessem em conflito com o Makhzen.
O Rife, uma região montanhosa de cultura maioritariamente berbere situada no nordeste do sultanato, pertencia totalmente ao Bled es-Siba. Como outros territórios independentes do sultão, não tinha uma estrutura de poder centralizada, mas uma multitude de alianças criadas a partir de estruturas tribais e ligas políticas a vários níveis (comunidade, fação, clã, tribo, confederação, etc.). O órgão de decisão em cada um destes níveis era a assembleia (ayra em rifenho; yama em árabe), formada pelos representantes da comunidade, que elegiam, geralmente por um período anual, um líder (shayj o amgar). A tribo mais importante do Rife no início do século XX era a dos Ait Wariaghel, conhecida na historiografia como Beni Urriaguel (do seu nome árabe ??; bani waryaghel),

### Guerra do Rife
Os espanhóis entraram no Rife começando por estabelecer pactos com os chefes locais e ocupando algumas posições menos importantes. Não se deslocavam para mito longe de Melilha, a sua retaguarda. Em 1921, as tribos do Rife central sublevaram-se sob o comando de Abdelkrim, um notável dos Ait Wariaghel, no exato momento em que as tropas espanholas se aventuravam a ocupar posições mais arriscadas e desprotegidas. Várias posições espanholas foram duramente atacadas, numa campanha que durou todo o verão de 1921 e que culminou numa pesada derrota na Batalha de Annual, a 9 de agosto. Esta batalha marcou o início duma guerra que se prolongou até 1926. A rebelião rifenha foi finalmente derrotada graças ao Desembarque de Alhucemas.

## Proclamação da República do Rife
Depois da vitória de Annual no verão de 1921, Abdelkrim sentiu-se mais seguro para organizar e desenvolver eficazmente o movimento rifenho, surgido no decurso da guerra. A falta de um exército regular rifenho coerente e a falta dum organismo de coordenação entre as tribos, além da gestão da economia e administração, levaram Abdelkrim a organizar um congresso geral democrático para estudar e avaliar a situação depois da vitória e estabelecer os novos instrumentos para tornar o movimento mais sólido. O plano foi aceite com grande entusiasmo pelos rifenhos e foram convidados a participar os representantes das cabilas.

A reunião teve lugar a 18 de setembro de 1921. Abdelkrim começou com um grande discurso onde falou da relação entre  Rife, Espanha e Marrocos, denunciou todo o tipo de colonialismo, tanto espanhol como francês, e declarou não aceitar tratado algum do protetorado.
| “ | Nunca reconhecemos este protetorado e nunca o reconheceremos. Desejamos ser os nossos próprios governantes e manter e preservar os nossos direitos legais e indiscutíveis, defenderemos a nossa independência com todos os meios ao nosso alcance e elevaremos o nosso protesto perante a nação espanhola e perante o seu inteligente povo, que acreditamos que não discute a legalidade das nossas demandas. | ” |
|   | — Abdelkrim. |   |

No mesmo ato acordaram-se vários pontos importantes, como a independência do Rife. Abdelkrim foi nomeado emir (chefe de estado), constituiu-se um Conselho Nacional dos Notáveis, e fixou-se o 18 de setembro como Dia da Independência. Também se aprovou o pagamento de Espanha de uma indemnização aos rifenhos afetados pela guerra e pela ocupação militar, durante os doze anos seguintes. Também se decidiram dois pontos importantes sobre relações exteriores: o estabelecimento de relações amistosas com todos os estados e o pedido de adesão à Sociedade das Nações, a antecessora das Nações Unidas.
| “ | Causa-nos surpresa que ignorem os interesses da própria Espanha não fazendo a paz com o Rife, mediante o reconhecimento da sua independência, e assim promover as relações de boa vizinhança, em vez de humilhar o nosso povo e ignorar as doutrinas humanas e legais de lei universal, tal como constam no Tratado de Versalhes assinado depois da Grande Guerra. | ” |
|   | — Carta do dirigentes rifenhos ao povo espanhol. |   |

| “ | Nós, representantes devidamente acreditados do verdadeiro governo do Rife, informamos-vos que constituímos um poder representativo devidamente eleito, composto por deputados de quarenta e uma tribos do Rife e gomaras. Entre os pontos mais importantes acordados, temos uma assembleia representativa devidamente eleita que governa o nosso em conformidade total com os objetivos da Sociedade das Nações, segundo, estamos dispostos a garantir os direitos de todas as nações em todos os âmbitos relacionados com o comércio, e não estabelecemos em nenhum caso direitos mais gravosos que os fixados noutras regiões de Marrocos, outro ponto, estamos dispostos a dar provas e garantias que demonstrem que somos capazes de governar o país no interesse da paz e do comércio internacional. | ” |
|   | — Carta dirigida à Sociedade das Nações por Arnall e Bujibar, que se deslocaram a Londres em junho de 1922. Este documento foi enviado de Londres para o Conselho Geral a 6 de setembro de 1922.. |   |

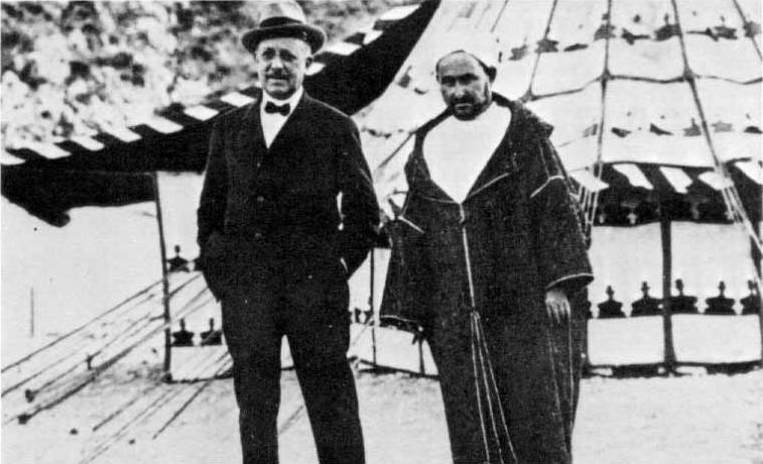
Abd el-Krim com o banqueiro espanhol Horacio Echevarrieta em 1923

Há uma mensagem muito clara para os espanhóis, baseada na paz e no reconhecimento mútuo com boa vizinhança, argumentando com acordos universais:
| “ | O governo rifenho, estabelecido segunda as ideias modernas e os princípios da civilização, considera-se independente, tanto política como economicamente, com o privilégio de gozar da nossa liberdade como a temos gozado durante séculos, e viver como os restantes povos vivem. | ” |
|   | — Mhamed Azerkan, ministro dos Assuntos Exteriores da República do Rife. |   |

O Conselho Nacional rifenho teve várias sessões, nas quais aprovou uma constituição com 40 artigos, baseada no princípio da autoridade do povo. Os membros do governo eram responsáveis perante a Assembleia Nacional. Abdelkrim foi nomeado Presidente do Conselho. Segundo Achtatou, citado por Mariano Salafranca, a constituição, juntamente com muitos outros documentos, foi queimada pelas tropas espanholas quando tomaram Ajdir, a capital rifenha.
O passo seguinte foi a formação de um governo moderno, que punha fim às velhas estruturas tradicionais e introduzia um modelo democrático baseado numa administração muito representativa. O governo era constituído por um  presidente ou emir (Abdelkrim), um vice-presidente (o irmão de Abdelkrim), e quatro ministros (das Finanças, dos Assuntos Exteriores e Marinha, da Defesa e do Interior), além de dois secretários e três inspetores e "pagadores". O espírito de mudança e de modernidade era evidenciado pelo facto da maioria dos membros do governo serem jovens, nenhum ultrapassando os 45 anos de idade, indo ao ponto do secretário particular de Abdelkrim, o alcaide Seddik ter 22 anos. Todos tinham estudos superiores e dominavam línguas estrangeiras, um instrumento de comunicação com os representantes de outros países e para fazer chegar a sua mensagem à comunidade internacional.

## Organização e administração interna
Abdelkrim implementou os seus processo de inovação criando instituições, como forças de segurança e forças armadas, ambas compostas de homens de confiança das diversas tribos. A sua missão das primeiras era garantir a ordem internamente; a das segundas era defender o território nacional de agressões exteriores. Em cada uma das tribos foi instituída uma mahcama, uma repartição governamental com finalidades política e militares. Foi criada uma polícia secreta, que fornecia informação precisa e de grande importância para o governo do Rife.
Outra das atribuições do estado era a cobrança de impostos, que era assegurada por uma espécie de rede de agentes fiscais estabelecida por Abdelkrim nos territórios sob o seu controlo. A atividade reformadora passou também por acabar com os conflitos entre tribos, estabelecendo um sistema de alianças que conseguiu formar uma unidade tribal e solidariedade entre os rifenhos.

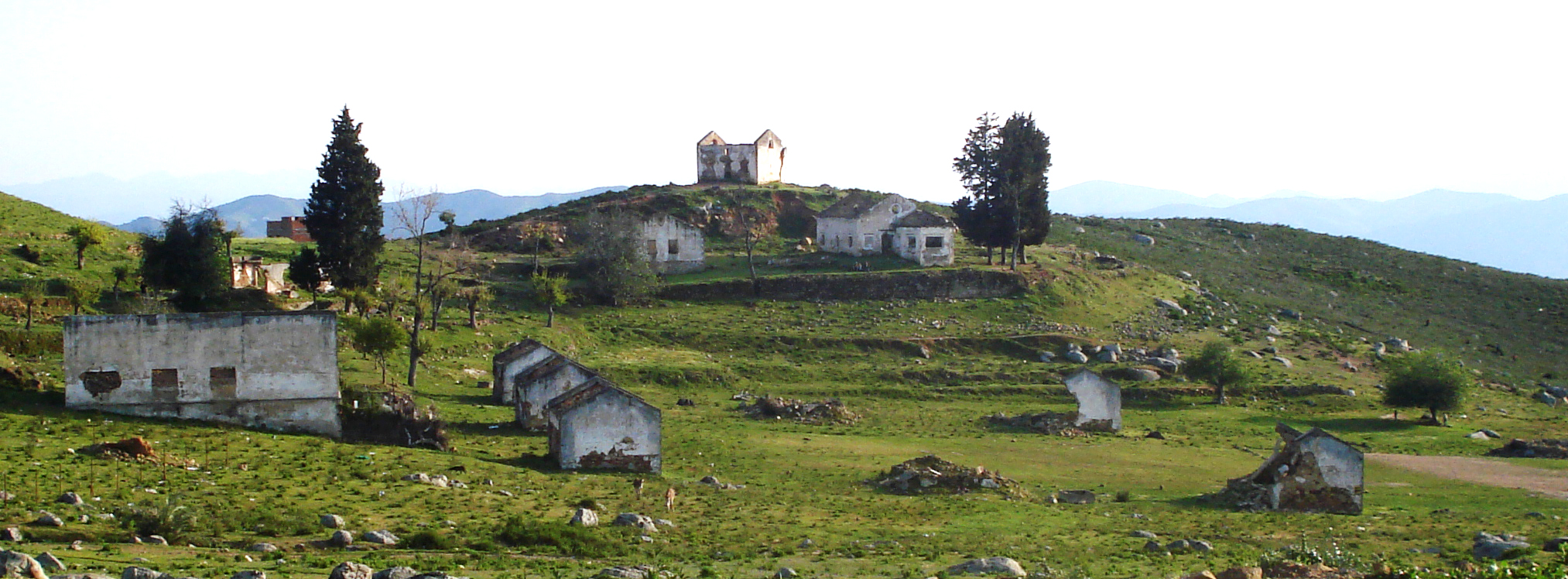
Ruínas de uma base militar espanhola perto de Xexuão

Em 1926, o jornalista Francisco Hernández Mir escrevia em Alianza contra el Rif que a organização das finanças era a obra mais perfeita das iniciativas empreendidas pela efémera República Rifenha e que num curto espaço de tempo tinha conseguido arrecadar mais de 12 milhões de pesetas. Este montante contrasta com os 600 milhões de pesetas que o presidente Abdelkrim mencionou a Roger-Mathieu (Mémoires d'Abd-el-Krim), recolhido não só na zona controlada por ele, mas também na zona de influência espanhola, quantidade que, segundo Abdelkrim, era necessária para atender aos 200 milhões do orçamento de despesas da nova república.
Para contrastar com a grande diferença desses números, existem os números mais fiáveis do orçamento global de impostos do protetorado espanhol em ambas as zonas, ocidental e oriental. Entre 1916 (ano em que começaram a funcionar a fazenda pública) e 1932, ou seja, num período de 15 anos, foi arrecadado um total de 205 milhões de pesetas. Durante o mesmo período foram gastos 511 milhões de pesetas, sendo a diferença coberta pelo orçamento do estado espanhol. As despesas da República Rifenha equivaliam às do protetorado espanhol entre 1916 e 1927, o que dá uma ideia das diferenças em termos de dimensão da organização político-administrativa e militar do protetorado e da república dirigida por Abdelkrim.
O ministério das finanças rifenho, a cargo de Abdeselam, tio paterno de Abdelkrim (ou tio materno segundo Sigifredo Sainz, cativo em Ajdir) era financiado basicamente pelo Habus e pelo imposto corânico do Axor, que o general espanhol Manuel Goded substitui pelo Tertib, um imposto tradicional preconizado pelas potência europeias, que provocou protestos populares em todo o Marrocos. Outra fonte de rendimento fiscal eram as multas cobradas a povoados e cabilas e as taxas dos socos (mercados). As principais despesas eram, segundo Goded, os salários dos militares e funcionários e outros gastos diversos.
Para completar a organização do estado, M’Hammed ben Abdelkrim, irmão do presidente, contratou em 1923 o capitão e financeiro inglês Charles Alfred Percy Gardiner para que criasse o Banco do Estado do Rife, com a faculdade de emitir notas. Gardiner realizou muitas levantamentos de dinheiro em seu benefício, por conta de toda a espécie de organismos e serviços em regime de monopólio e inclusivamente minas inexistentes. Toda este esquema foi desfeito pouco tempo depois, pois Gardiner revelou-se um caloteiro oportunista sem meios materiais e financeiros para levar a cabo o estabelecido no contrato que tinha assinado. Apesar disso, Gardiner chegou a enviar para o Rife uma quantidade desconhecida de notas de um e cinco rifians, a moeda da república, apesar do banco emissor não ter chegado a ser criado. Essas notas não chegaram a circular e, segundo Juan de España, o pseudónimo usado pelo diplomata espanhol José Antonio Sangróniz, foram deitadas ao mar por ordem de Abdelkrim.

## Justiça
A nível jurídico, o presidente Abd-el-Krim aboliu a vingança (dívida de sangue), implantou tribunais de justiça e criou prisões, que nunca tinham existido no Rife, como por exemplo a famosa prisão de Tajanust, no rio Isli, na capital Ajdir.
O sistema penal foi complicado de elaborar devido a que antes da república não havia códigos escritos e não havia distinção clara entre os crimes de índole civil e os estritamente militares. Assim, consideravam-se delitos púnidos com pena de morte a não aceitação do estado rifenho por parte de cabilas, ajudar prisioneiros a escapar, um combatente cometer um ato de cobardia, e a homossexualidade. Os alcaides que fracassavam na ação bélica eram retirados do comando das suas unidades. Por outro lado, as faltas leves eram castigadas com 15 dias de detenção e 30 dias suplementares na frente de guerra, como guardas em sítios perigosos. Consideravam-se faltas militares os problemas de disciplina, incorporar-se tardiamente ou ter a espingarda suja. Com estas reformas, Abd-el-Krim estabeleceu com poucos recursos uma grande ordem e segurança no território, além de assegurar a paz tribal, acabando com todos os conflitos.

## Saúde e educação
No que toca à saúde e ao ensino, o Rife vivia uma grande escassez de recursos humanos e materiais. Os rifenhos sofriam de muitas doenças e os feridos pelos bombardeamentos aéreos dos espanhóis e os feridos em combate tornaram críticas as necessidades sanitárias, quer em relação a pessoal como em relação a recursos materiais. Esta situação levou Abd-el-Krim a solicitar ajuda internacional em geral e à Cruz Vermelha Internacional em particular.
A república contava com dois hospitais, um na capital Ajdir e outro em Xexuão, mas ambos careciam de todo o tipo de meios. O primeiro passo foi trazer um médico de Fez, especialista em medicina geral. Mais tarde o hospital de Ajdir recebeu duas expedições humanitárias e duas pessoas: um enfermeiro norueguês (Walter Heintgent) e um curandeiro negro de Tânger (Mohamed). O hospital de Xexuão tinha ainda menos recursos. Depois da expulsão dos espanhóis, Espanha e França proibiram a ajuda humanitária, à exceção de três expedições que trataram exclusivamente dos prisioneiros estrangeiros.
No âmbito educativo, Abd-el-Krim criou novas escolas. Por exemplo, a escola de Ajdir, a escola Zauia Adoz, o instituto religioso muçulmano de Xexuão e escolas de alfabetização para jovens e adultos, com o objetivo de generalizar a obrigatoriedade do ensino. Chegou a organizar uma delegação de estudantes para enviar para frequentarem o ensino superior no Egito ou na Turquia.